# Caribnauta harryi
Caribnauta harryi е вид охлюв от семейство Physidae.

## Разпространение и местообитание
Видът е разпространен в Пуерто Рико.
Обитава сладководни басейни и потоци.